# Asphodelus bento-rainhae
Asphodelus bento-rainhae é uma espécie de planta com flor pertencente à família Liliaceae. 
A autoridade científica da espécie é P. Silva, tendo sido publicada em Agron. Lusit. 18: 20 (1956).

## Portugal
Trata-se de uma espécie presente no território português, nomeadamente os seguintes táxones infraespecíficos:
- Asphodelus bento-rainhae subsp. bento-rainhae - presente em Portugal Continental. Em termos de naturalidade é endémica da região atrás referida. Encontra-se protegida por legislação portuguesa ou da Comunidade Europeia, nomeadamente pelo Anexo II (espécie prioritária) e IV da Directiva Habitats e pelo Anexo I da Convenção sobre a Vida Selvagem e os Habitats Naturais na Europa.